# Stigmaphyllon mathiasiae
Stigmaphyllon mathiasiae là một loài thực vật có hoa trong họ Malpighiaceae. Loài này được W.R. Anderson miêu tả khoa học đầu tiên năm 1981.